# Samir Lima de Araújo
Samir Lima de Araújo (født 25. oktober 1981) er en brasiliansk fodboldspiller.